# Prêt personnel
Le prêt personnel est en France une catégorie de crédit à la consommation dont la caractéristique est qu'il ne finance pas un achat précis (prêt non affecté). Comme tout crédit à la consommation il est  souscrit par un particulier pour une durée comprise entre  quelques mois ou quelques années (généralement pas au-delà de 7 ans) aux termes duquel est mis à la disposition d'une personne physique, après (en droit français) le délai légal de rétractation, une somme d'argent qui sera remboursée par des versements périodiques, le plus souvent des mensualités.
Il est destiné non pas à financer un achat bien précis mais à permettre à l'emprunteur de faire face à toutes dépenses concernant tant des biens de consommation non précisés que des services tels que des frais consécutifs à des évènements familiaux, des frais médicaux, des frais d'études, des impôts, des frais de rénovation, des voyages, etc. En pratique, les fonds sont versés sur le compte de l'emprunteur qui en dispose comme il le souhaite.

## Aspects particuliers ou locaux
Le taux appliqué (TAEG en droit français) pour un prêt personnel est plus élevé qu'un prêt affecté obtenu dans une banque mais moins élevé que pour un prêt souscrit sur un lieu de vente (destiné à l'achat d'un bien ou d'un service, aussi appelé « financement d'achat à tempérament » ou « prêt affecté »).
Les règles d'acceptation sont par contre plus strictes, l'emprunteur n'ayant a priori pas à se justifier de la destination des fonds.
Par conséquent, nombre de justificatifs sont à prévoir : carte d'identité, justificatif de domicile, dernier avis d'imposition, trois derniers bulletins de salaire ou encore tableau d'amortissement si des prêts sont encore en cours de remboursement. L'organisme vérifie également la présence ou non du demandeur dans les fichiers FICP et Banque de France. Le demandeur doit généralement être français, être majeur et posséder un compte en banque domicilié en France.
Jusqu'à 75 000 € (en droit français), ce type de prêts est soumis au code de la consommation et permet notamment un remboursement anticipé sans frais, contrairement au prêt immobilier (pénalité de 3 % maximum).
Comme tous prêts destinés (en droit français) à des particuliers, il est soumis au non-dépassement du taux d'usure et dont le seuil diffère selon que le montant est supérieur ou inférieur à 1 524 €.